# Teulisna dasypyga
Teulisna dasypyga là một loài bướm đêm thuộc phân họ Arctiinae, họ Erebidae.